# Sean Downey
Sean Patrick Downey (10 juli 1990) is een Iers voormalig wielrenner die tot en met 2015 reed voor An Post-Chain Reaction.
Hij werd zowel als nieuweling en als junior nationaal kampioen veldrijden.
Hij is de oudere broer van Mark Downey.

## Overwinningen
2006
 Iers kampioen veldrijden, Nieuwelingen
2007
 Iers kampioen veldrijden, Junioren
2008
 Iers kampioen tijdrijden, Junioren
2009
 Iers kampioen op de weg, Beloften
Bagdonas · Bellis · Bennett · M.Cassidy · Christian · Downey · Eeckhout · Ennekens · Ghyllebert · Jans · Law · McLaughlin · McConvey · McNally · Mould · Segers · Vanbilsen · Wytinck
Archbold · Bennett · Downey · Eeckhout · Franssen · Frend · Gate · Ghyllebert · McLaughlin · McNally · O'Shea · Van Vooren · Vanden Bak · Vereecken · Vermote · Wilson · Wytinck
Archbold · Christie · Claeys · Doull · Downey · Dunne · Franssen · Frend · Gate · R.-J. McCarthy · McNally · Mullen · O'Shea · Traksel · Vanden Bak · Wilson · McCarth (stagiair)
Downey · Dunne · Edmondson · Gate · Kruopis · Maes · McCarthy · Meurisse · Mullen · Šiškevičius · Slater · Stannus · Vandenbogaerde · Wilson